# Muur van Urbanus VIII
De Muur van Urbanus VIII is een stadsmuur uit de 17e eeuw in Rome.

## De Muur

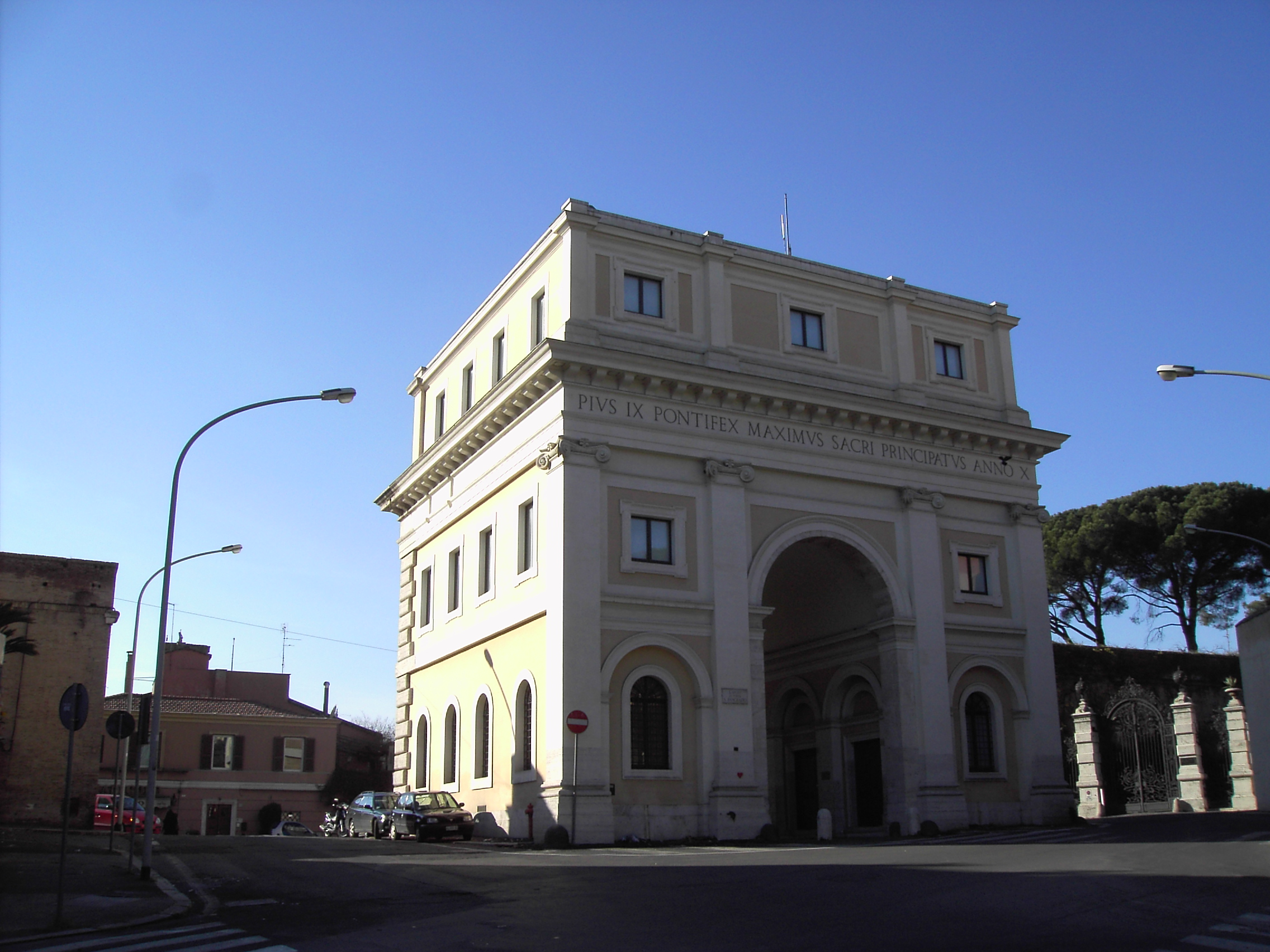
De moderne Porta San Pancrazio

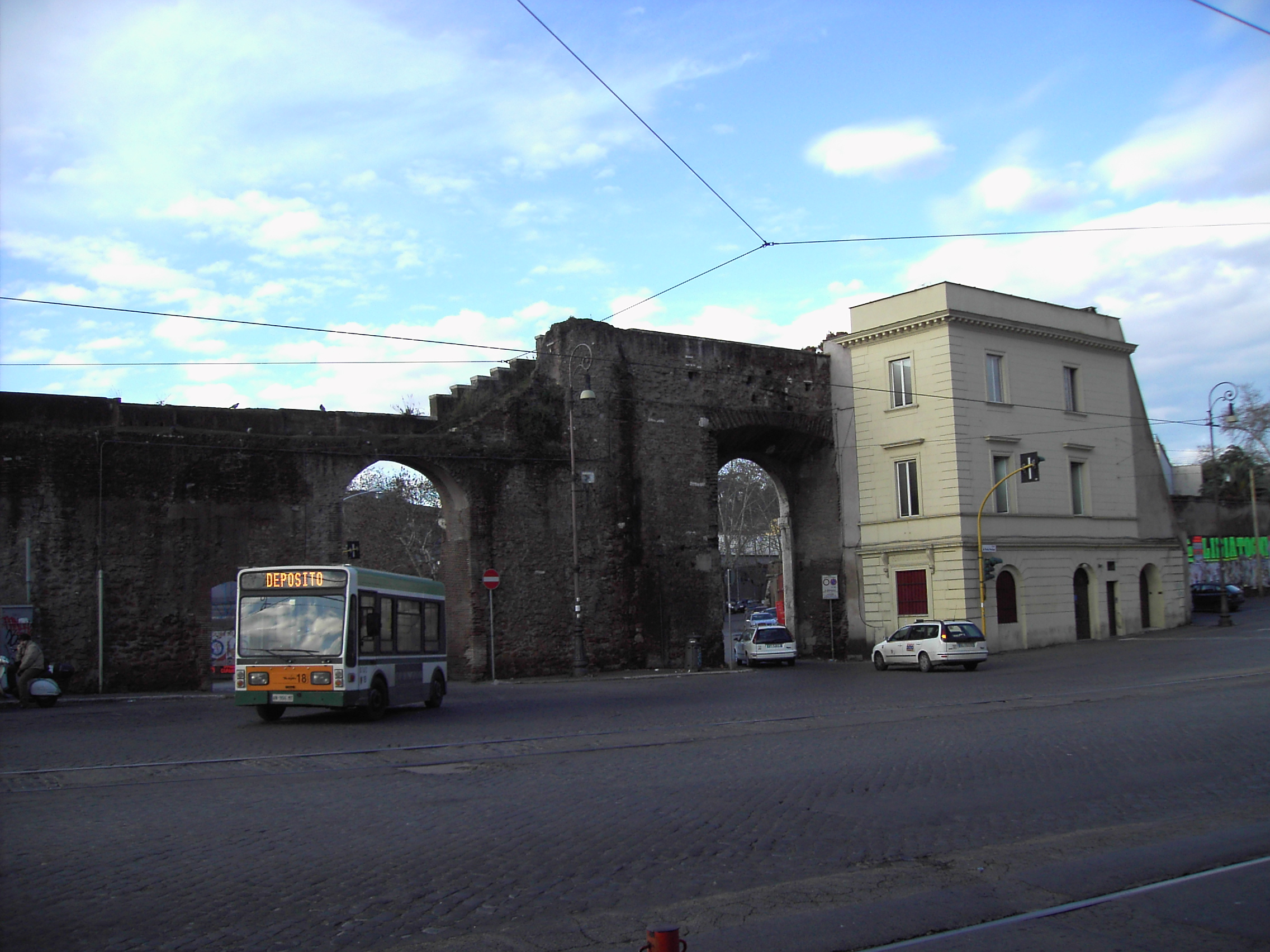
Porta Portese, de zuidelijke poort in de Muur van Urbanus VIII

In de eerste helft van de 17e eeuw besloot paus Urbanus VIII dat de wijk Trastevere gelegen op de Janiculum een nieuwe verdedigingsmuur nodig had. In de wijk was al een oudere stadsmuur, de Aureliaanse Muur gebouwd tussen 271 en 275 door keizer Aurelianus. Na bijna 1400 jaar was deze muur echter in een slechte staat geraakt en bovendien omringde de muur maar een beperkt deel van de stad op de linkeroever van de Tiber.
De Muur van Urbanus VIII werd gebouwd in 1642. De muur is 3,5 kilometer lang en volgt een andere route dan de Aureliaanse Muur. De Muur van Urbanus VIII omsluit de gehele top van de Janiculum en dit is nu ook de westelijke grens van de wijk Trastevere. De antieke muur viel na de bouw binnen de omwalling van de nieuwe muur en verloor daarmee zijn functie en werd afgebroken. 
In 1849 riep de Romeinse bevolking de republiek uit en verjoeg paus Pius IX. De Muur van Urbanus VIII vormde hierop het toneel van de strijd tussen de troepen van Giuseppe Garibaldi en het Franse leger dat de paus te hulp was gekomen om zijn Kerkelijke Staat te herstellen. Pas na een belegering van enkele weken wisten de Franse soldaten door de muur te breken en de Paus weer in zijn macht te herstellen. De oude Porta San Pancrazio werd hierbij volledig verwoest en moest herbouwd worden.

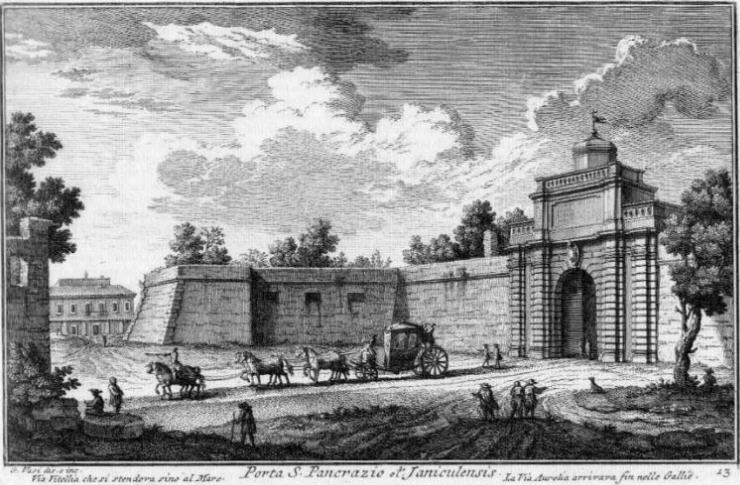
De oorspronkelijke Porta San Pancrazio van Urbanus VIII in de muur. Tekening van Vasi, rond 1750